# Charli Collier
Charli Elionne Collier (Mont Belvieu, 22 settembre 1999) è una cestista statunitense, professionista nella WNBA.

## Carriera
È stata selezionata dalle Dallas Wings al Draft WNBA 2021 con la prima scelta assoluta.

## Palmarès
- WNBA All-Rookie First Team (2021)